# Song Ji-eun
Song Jieun (em coreano: 송지은; Hanja: 宋枝恩; nascida em 5 de maio de 1990) mais conhecida como Jieun,(em coreano: 지은) e por vezes Ji Eun ou Ji-eun, é uma cantora e dançarina sul-coreana. Ela é mais conhecida por ser a vocalista principal do popular girl group sul-coreano Secret.  E estrelar o dorama My Secret Romance. Além de ser integrante do Secret, ela iniciou uma incursão em atividades solo na Coreia do Sul com o seu single de estreia "Yesterday" e participação em diversas trilhas sonoras. Em 2011, ela lançou seu segundo single, "Going Crazy", com a participação de Bang Yong Guk, que se tornou o seu primeiro single número um na Gaon Chart como artista solo. Ela atualmente está vinculada à TS Entertainment. 

## Discografia

### Álbuns de singles digitais
| Ano  | Informações sobre o álbum                                                                      | Lista de faixas                                                                                |
| ---- | ---------------------------------------------------------------------------------------------- | ---------------------------------------------------------------------------------------------- |
| 2009 | Yesterday - Lançado em: 15 de dezembro de 2009 - Língua: Coreano - Gravadora: TS Entertainment | 1. "어젠 (Yesterday)" (com Hwanhee) 2. "어젠 (Yesterday)" 3. "어젠 (Yesterday)" (instrumental) |
| 2011 | Going Crazy - Lançado em: 03 de março de 2011 - Língua: Coreano - Gravadora: TS Entertainment  | 1. "미친거니 (Going Crazy)" (feat. Bang Yongguk) 2. "미친거니 (Going Crazy)" (instrumental)    |
| 2015 | Cool Night - Lançado em: 15 de junho de 2015 - Língua: Coreano - Gravadora: TS Entertainment   | 1. "쿨밤 (Cool Night)" (Dueto com SLEEPY)                                                      |

### Singles
| 2009                                                                                     | "어젠 (Yesterday)" (com Hwanhee)               | —  |                | single digital |
| 2011                                                                                     | "미친거니 (Going Crazy)" (feat. Bang Yongguk)  | 1  | KR: 1.581.465+ | single digital |
| 2013                                                                                     | "희망고문 (False Hope / Hope Torture)"         | 9  | KR: 314.523+   | Hope Torture   |
| 2014                                                                                     | "쳐다보지마 (Don’t Look At Me Like That)"      | 27 | KR: 104.847+   | 25             |
| 2014                                                                                     | "예쁜 나이 25살 (Twenty Five / Pretty Age 25)" | 15 | KR: 255.349+   | 25             |
| 2015                                                                                     | "쿨밤 (Cool Night)" (Dueto com SLEEPY)         | 18 | KR: 213.195+   | single digital |
| Em Japonês                                                                               |                                                |    |                |                |
| 2014                                                                                     | "Don’t Look At Me Like That"                   | —  |                | 25             |
| 2014                                                                                     | "Pretty Age 25"                                | —  |                | 25             |
| "—" indica lançamentos que não figuraram nas paradas ou não foram lançados nessa região. |                                                |    |                |                |

### Participação em singles
| 2009                                                                                     | "다줄께 (Give My All)" (Untouchable com participação de Jieun) | —   | Quiet Storm    |
| 2010                                                                                     | "Let's Go" (como parte do G20)                                 | 116 | single digital |
| 2012                                                                                     | "비밀연애 (Secret Love)" (B.A.P featuring Jieun)               | 132 | Warrior        |
| "—" indica lançamentos que não figuraram nas paradas ou não foram lançados nessa região. |                                                                |     |                |

### Trilhas sonoras
| Ano  | Título                                                | Drama/ Filme                            |
| ---- | ----------------------------------------------------- | --------------------------------------- |
| 2007 | "Learning To Fly"                                     | Air City                                |
| 2008 | "Bichunmooga"                                         | Bichunmoo                               |
| 2008 | "향수 (Perfume)" (com PK Heman)                       | The Lawyers Of The Great Republic Korea |
| 2012 | "부탁해요 캡틴 (It's Cold)"                           | Take Care of Us, Captain                |
| 2014 | "너에게 갈 수만 있다면 (If Only I Could Go To You)"   | God's Gift - 14 Days                    |
| 2015 | "보고 싶은 사람 (The Person I Miss)"                  | Shine or Go Crazy                       |
| 2015 | "P연애세포 (D.N.A Love)" (com Alex Chu da Clazziquai) | Flirty Boy and Girl Part.2 OST          |

### Vídeos musicais
| Ano  | Vídeo musical                | Duração |
| ---- | ---------------------------- | ------- |
| 2011 | "Going Crazy"                | 4:23    |
| 2012 | "It's Cold"                  | 4:20    |
| 2013 | "Hope Torture"               | 3:21    |
| 2014 | "Don't Look at me Like That" | 3:45    |
| 2014 | "Pretty Age 25"              | 3:39    |
| 2015 | "Cool Night"                 | 3:19    |

## Filmografia

### Dramas de televisão
| Ano  | Rede          | Título                         | Papel                 | Notas        |
| ---- | ------------- | ------------------------------ | --------------------- | ------------ |
| 2010 | MBC           | More Charming By The Day       | Participação especial |              |
| 2012 | KBS2          | Shut Up Family                 | Participação especial | Episódio 45  |
| 2013 | KBS2          | A Bit of Love (Remaining Love) | Do Ji-won             |              |
| 2014 | Naver TV Cast | Longing For Spring             | Yang Mal Ja           |              |
| 2015 | tvN           | Superhuman Generation          | Jieun                 |              |
| 2015 | Naver TV Cast | Immutable Law of First Love    | Lee Yeo Ri            |              |
| 2015 | KBS2          | Sweet Home, Sweet Honey        | Oh Bom                |              |
| 2017 | OCN           | My Secret Romance              | Lee Yoo Mi            | Protagonista |

### Séries de televisão
| Ano  | Rede       | Título                         | Notas                                        |
| ---- | ---------- | ------------------------------ | -------------------------------------------- |
| 2009 | Mnet       | Secret Story                   | Elenco regular                               |
| 2010 | MBC        | Boquet                         | Elenco regular                               |
| 2010 | KBS        | Invincible Youth               | Episódio 52                                  |
| 2011 | SBS MTV    | MTV Special :Big Pleasure Guam | com Secret                                   |
| 2011 | KBS        | Immortal Song 2                | Episódios 2-5                                |
| 2011 | MBC        | Weekly Idol                    | com Secret (27/11/11)                        |
| 2011 | SBS MTV    | Let Me Show                    | com Secret                                   |
| 2012 | SBS        | Qualifications of Men          | Episódio 369 com Jun Hyoseong                |
| 2012 | MBN        | The Duets                      | Apresentou "Going Crazy" com Park Kwang Hyun |
| 2012 | KBS        | Hello Counselor                | com Han Sunhwa e Teen Top                    |
| 2014 | MBC Every1 | Weekly Idol                    | Episódio 130, com Secret                     |
| 2015 | KBS        | Hello Counselor                | com Solbin e Yulhee da Laboum e Roy Kim      |

### Programas de shows musicais
| Ano  | Rede | Título       | Papel | Notas                              |
| ---- | ---- | ------------ | ----- | ---------------------------------- |
| 2011 | Mnet | M! Countdown | MC    | MC convidada com Sunhwa (27/01/11) |

## Prêmios e indicações
| Ano  | Prêmios                                      | Categoria                                              | Trabalho Indicado       | Resultado    |
| ---- | -------------------------------------------- | ------------------------------------------------------ | ----------------------- | ------------ |
| 2014 | 16th Seoul International Youth Film Festival | Melhor Trilha Sonora Original por uma Artista Feminina | If Only I Can Go to You | Indicado     |
| 2014 | Seoul Music Awards                           | Prêmio Principal                                       | 25                      | Indicado     |
| 2014 | Seoul Music Awards                           | Prêmio de Popularidade                                 | —                       | Indicado     |
| 2014 | Seoul Music Awards                           | Prêmio Especial Hallyu                                 | —                       | Indicado     |
| 2015 | World's Most Beautiful Faces                 | As Faces Mais Bonitas do Mundo                         | —                       | #99 (de 100) |